# Эристовы

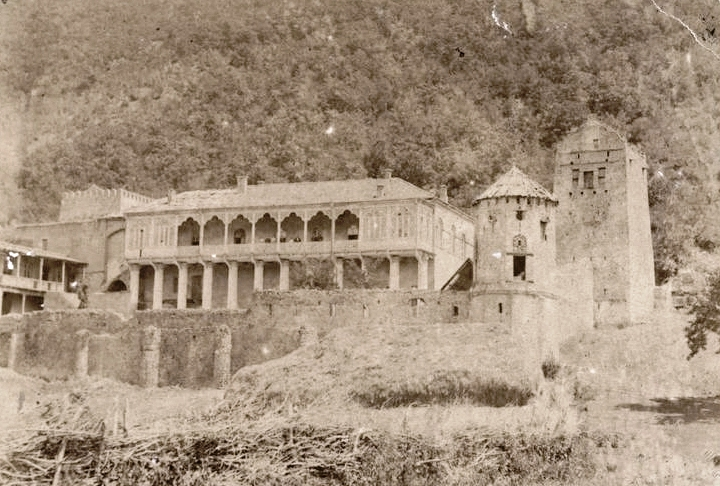
Дворец князей Эристовых-Ксанских в Ленингоре

Эристовы или Эристави — представители пяти грузинских княжеских родов, имевших в Грузии титул эристави (груз. ერისთავი; более старший по отношению к «простым» князьям — тавади), которые приняли свой титул в качестве приставки к фамилии:
1. Эристави-Арагвские, владевшие долиной реки Арагви.
2. Эристави-Гурийские, из рода Шервашидзе.
3. Эристави-Имеретинские.
4. Эристави-Ксанские, владевшие долиной реки Ксани (Чисандон) и восточной окраиной Цхинвальского региона.
5. Эристави-Рачинские, из рода Чхеидзе, владевшие Рачей.

Из числа этих родов два родственных друг другу рода — Эристави-Арагвские и Эристави-Ксанские в истории Российской империи более известны, как князья Эристовы.

## История родов Эристави-Арагвских и Эристави-Ксанских
Один из предков их, эристав Торникий, служил со славой в византийских войсках в Х веке и основал на Афонской горе обитель Иверскую-Афонскую, где принял иночество и скончался около 1028 году.
В 1560 году грузинский царь Симон I Великий разделил огромный округ его потомков на два:
- Ксанскую область передал младшему брату, от которого и происходят князья Эристовы-Ксанские,
- Арагвскую область — старшему, Иасону, объявив его эриставом Арагвским. От внука Иасона, Нугзара, пошли князья Эристовы-Арагвские.

Из числа князей Эристовых-Ксанских, бывших удельными князьями до присоединения Грузии к России, Элизбар и его племянник Шалва были замучены в Персии в 1661 году за исповедание христианской веры.
Из князей Эристовых-Арагвских Отар (Онуфрий) и Давид Георгиевичи и Иосиф Нугзарович выехали в Россию с царями Вахтангом и Бакаром в 1724 году.
В XIX веке четверо Эристовых пали, сражаясь в рядах русских войск:
- один убит в 1806 году под Баку вместе с Цициановым,
- другой — при усмирении в Грузии мятежа,
- третий — под Лейпцигом в 1813 году,
- четвёртый — в Закаталах лезгинами в 1850 году.

Род князей Эристовых записан в V часть родословной книги губерний Тифлисской, Кутаисской, Санкт-Петербургской, Полтавской и Екатеринославской.

## Описание герба князей Эристовых[5]
Щит четверочастный с малым щитком в середине. В первой серебряной части лазоревый с таким же покрывалом стол, на котором лежит чёрный с золотой рукоятью меч. В зелёной главе первой части лежащий золотой лев с червлёными глазами и языком. Во второй и третьей чёрных частях серебряная трехбашенная крепость с червлёными швами и открытыми воротами и окнами, средняя башня увенчана золотым полумесяцем вверх, по бокам крепости два золотых копья. В четвёртой серебряной части лазоревый волнообразный пояс. В среднем малом щитке герб Грузии: в золотом поле Святой Великомученик и Победоносец Георгий в лазоревом вооружении с золотым крестом на груди, в червлёной приволоке, сидящий на чёрном коне, покрытом багряницей с золотой бахромой, поражающий червлёным копьём зелёного с чёрными крыльями и червлёными глазами и языком дракона.
Щит увенчан дворянским коронованным шлемом. Нашлемник: три серебряных страусовых пера, на них накрест два чёрных меча с золотыми рукоятками. Намёт: лазоревый, подложен серебром. Щитодержатели: два грузина в национальном одеянии. Герб украшен княжеской мантией и увенчан княжеской короной.

## Известные представители
См. Эристави (фамилия), Эристов (Фамилия).